# Reinhold Hanisch
Reinhold Hanisch (Jablonec nad Nisou, 27 gennaio 1884 – Vienna, 2 febbraio 1937) è stato un pittore cecoslovacco naturalizzato austriaco.
Emigrato in Austria giovanissimo e divenuto socio in affari del giovane Adolf Hitler. Pubblicò articoli su Hitler, con il quale visse per un breve periodo nel 1910, e fu amico di August Kubizek, uno dei pochi testimoni degli anni viennesi di Hitler. La veridicità delle pubblicazioni di Hanisch, comunque, deve essere presa con beneficio d'inventario.

## Biografia

### Primi anni (1884-1911)
Hanisch studiò al suo paese natale fino alle elementari e successivamente decise di lavorare dedicandosi a prestazioni occasionali nel campo dei lavori più umili. Nel 1907 venne imprigionato a Berlino per tre mesi per un furto e l'anno successivo venne condannato a ulteriori sei mesi. Nell'autunno del 1909 si trasferì a Vienna dove trovò lavoro come domestico. Nell'ostello per senza tetto di Meidling, dove dormiva, incontrò Hitler il 21 dicembre 1909.
Nel 1910 Hanisch soggiornò con Hitler, che aveva preso sotto la sua ala protettrice, nel dormitorio della Meldemannstraße e nei primi mesi del 1910 costituì una sorta di società Hitler-Hanisch: mentre Hitler dipingeva cartoline e immagini, per lo più acquerelli, Hanisch si assunse il compito della vendita. I due decisero di dividersi in parti uguali i proventi.
Ad un certo punto, Hitler decise di sciogliere l'accordo con Hanisch, accusando quest'ultimo di aver venduto uno dei suoi dipinti (un bel dipinto del Parlamento di Vienna) e di aver tenuto per sé l'intero ricavo della vendita. Hanisch negò il fatto e allo scopo di trovare una nuova fonte di entrata, decise di iniziare a dipingere divenendo un concorrente di Hitler.
Il 4 agosto 1910 Hanisch venne denunciato alla polizia da un altro ospite del dormitorio, Siegfried Löffner, divenuto il venditore dei dipinti di Hitler. La polizia scoprì che Hanisch era registrato a Vienna sotto il falso nome di Fritz Walter e l'11 agosto 1910, una Corte viennese lo condannò a sette giorni di prigione.

### Dal 1912 al 1937
Nel 1912 Hitler venne denunciato alla polizia, da un anonimo, di usurpazione del titolo di "pittore accademico" e gli venne intimato di non usare più quel titolo in futuro. Probabilmente la denunzia venne fatta da Karl Leidenroth, ospite dello stesso dormitorio ed amico di Hanisch, su istigazione di quest'ultimo.
Il 5 agosto 1912 Hanisch lasciò Vienna per tornare a Gablonz. Dal 1914 al 1917 combatté nell'esercito austriaco durante la prima guerra mondiale. Il 4 luglio 1918 tornò a Vienna con la fidanzata Franziska Bisurek che sposò il 22 luglio dello stesso anno e con la quale andò a vivere in Rauschergasse 19, nel XX Distretto. La casa era di proprietà dei genitori di un tranviere, Franz Feiler, collezionista di quadri, al quale Hanisch procurò diversi dipinti.
Il 20 luglio 1923 Hanisch venne condannato a tre mesi di prigione per furto. Divorziato dalla moglie il 17 aprile 1928, dopo il 1930 si dedicò alla pittura. Produsse acquarelli, che vendette come opere di Hitler realizzate al tempo della loro vita in comune a Vienna. Hanisch spesso dipinse immagini di fiori nello stile della pittrice Olga Wisinger-Florian, che vendette come originali di Hitler. Per coprire la frode, aveva fatto autenticare i dipinti dal suo amico Karl Leidenroth. Nonostante ciò, il 7 maggio 1932 venne condannato a tre giorni di prigione.
Con la salita al potere di Hitler nella primavera del 1933, Hanisch divenne oggetto di interesse. Il giornalista bavarese e anti-nazista, Konrad Heiden, che aveva scritto la prima biografia di Hitler, si rivolse ad Hanisch, in quel tempo unico testimone noto degli anni viennesi di Hitler. Hanisch fornì prontamente le informazioni che furono molto ben pagate. Negli anni successivi, Hanisch, fece molti soldi concedendo interviste a numerosi organi di stampa nazionali ed internazionali. Le memorie di Hanisch apparvero postume, nel 1939, sul The New Republic.
Anche se Franz Feiler, figlio dell'ex datore di lavoro di Hanisch, era suo amico, nel 1933 agì come emissario viennese di Hitler, per conto del quale comprò autentiche e false immagini dei tempi di Hitler a Vienna, portandole in Germania. Li vennero distrutte o trasferite negli archivi del partito nazista a Monaco di Baviera. A Pasqua del 1933 a Berchtesgaden, Feiler consegnò ad Hitler alcuni "quadri di Hitler". Hitler li riconobbe come falsi e incaricò Feiler di presentare una denuncia per truffa contro Hanisch. Feiler seguì le istruzioni di Hitler e il 6 luglio 1933 Hanisch venne accusato di frode. Dopo aver trascorso diversi mesi in prigione, Hanisch continuò a creare falsi di Hitler.
Il 16 novembre 1936 Hanisch venne arrestato. Durante una perquisizione nella sua camera in affitto, vennero trovati numerosi manoscritti su Hitler e molti dipinti falsi. Il 2 dicembre 1936 la Corte di Vienna condannò Hanisch per frode. Egli morì probabilmente nel febbraio 1937 in prigione ed i suoi falsi tennero impegnati gli inviati di Hitler per diversi anni dopo la sua morte. Il 21 ottobre 1942 Hitler ordinò ad Heinrich Himmler di distruggere tre falsi di Hanisch, assieme ad altri documenti.

### Morte
Secondo le risultanze ufficiali delle autorità viennesi, Hanisch morì dopo due mesi di carcerazione, il 2 febbraio 1937, a seguito di attacco cardiaco, in prigione a Vienna. Nella biografia di Hitler scritta da Joachim Fest è invece scritto che Hanisch fu fatto uccidere da Hitler.